# نورد ۲۲۰۰
نورد ۲۲۰۰ (به انگلیسی: Nord 2200) یک هواپیمای ساختِ کارخانهٔ نورداویاسیون در کشور فرانسه است. این هواپیما برای نخستین بار در ۱۶ دسامبر ۱۹۴۹ میلادی مورد استفاده قرار گرفت.